# Heerlijkheid Hoerstgen
Hoerstgen was een heerlijkheid binnen het Heilige Roomse Rijk. Het gebied was niet bij een kreits ingedeeld.
De kleine heerlijkheid Hoerstgen bij Kamp-Lintfort in Noordrijn-Westfalen was een leen van het graafschap Meurs. Met de heerlijkheid was verbonden de ridderzetel Frohnenbruch, een leen van het hertogdom Gelre. 
Bezitters waren de heren van Drachenfels, die beërfd werden door het geslacht Milar van Millendonk. In 1754 kwam het in bezit van de vrijheren van Knesebeck.
De rijksvrijheid van Hoerstgen werd aangevochten door het graafschap Meurs en het keurvorstendom Keulen.
In 1794 werd de heerlijkheid bij Frankrijk ingelijfd. Het Congres van Wenen voegde het gebied in 1815 bij het koninkrijk Pruisen.